# Petalocephala chlorocephala
Petalocephala chlorocephala är en insektsart som beskrevs av Walker 1851. Petalocephala chlorocephala ingår i släktet Petalocephala och familjen dvärgstritar. Inga underarter finns listade i Catalogue of Life.